# Catasphalma
Catasphalma é um gênero de traça pertencente à família Agonoxenidae.